# Rerum omnium perturbationem

Wappen Papst Pius’ XI.

Mit der Enzyklika Rerum omnium perturbationem vom 26. Januar 1923 würdigte Papst Pius XI. den 300. Todestag Franz von Sales’ († 28. Dezember 1622).

## Vorgeschichte
Sein Vorgänger, Papst Benedikt XV., hatte eigentlich die Absicht, über mehrere Kirchenlehrer Enzykliken zu verfassen. Während seines Pontifikates konnte er aber nur drei veröffentlichen. Dabei handelte es sich um In hac tanta über Bonifatius, Principi apostolorum Petro über Ephräm der Syrer und Fausto appetente die über Dominikus. Pius XI. übernahm mit dieser Enzyklika das Erbe seines Vorgängers und setzte die Herausgabe von Enzykliken über Heilige und Kirchenlehrer der katholischen Kirche fort.

## Inhalt

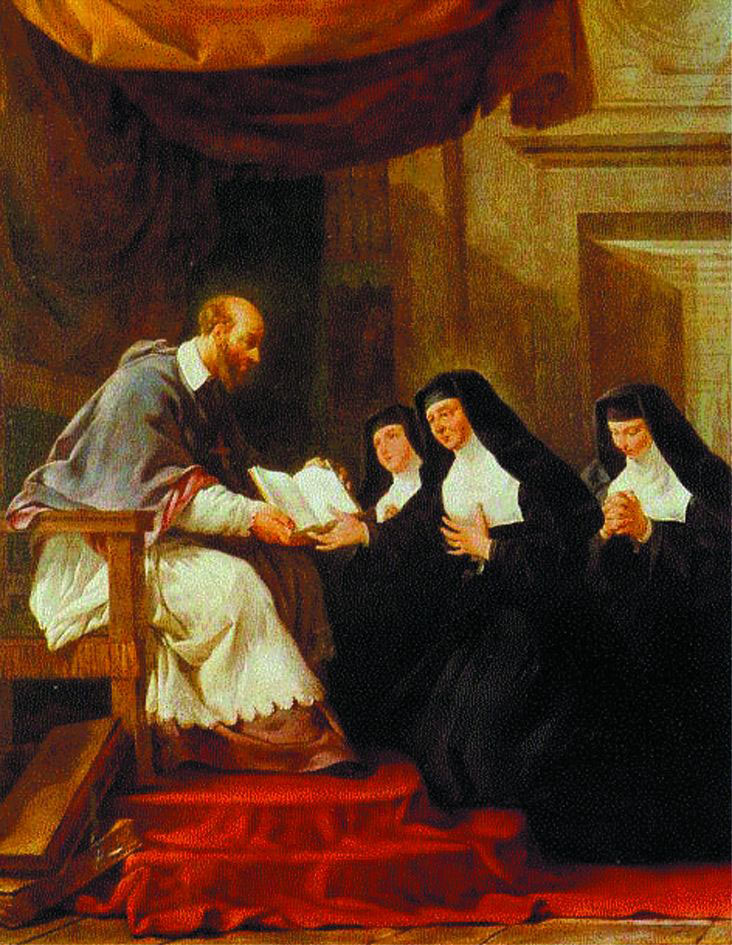
1610: Franz von Sales übergibt den Schwestern der Heimsuchung Mariens ihre Ordensregeln.

Zu Beginn würdigt Pius Franz von Sales, der zu den großen Männern gehöre, die vor ca. 300 Jahren heiliggesprochen wurden (Heiligsprechung 19. April 1665), er sei ein glänzendes Beispiel von Weisheit gewesen und habe als Apostel gegen Ketzerei und Reformatoren gekämpft. In den nachfolgenden Kapiteln und Abschnitten beschreibt der Papst Franz’ Leben, kommt dann zu seinen Schriften, Lehrschreiben und Büchern und erwähnt ausdrücklich das Andachtsbuch Philothea als „Einführung in das fromme Leben“. Er lobt das Buch Theotimus als eine „Abhandlung über die Liebe Gottes“ und erklärt daraus einige, für ihn wichtige, Passagen. (Siehe hierzu auch: Werke Franz von Sales’.)
Pius XI. erwähnt ebenfalls die Gründung  des „Ordens von der Heimsuchung“, den Franz von Sales 1610 gemeinsam mit Jeanne Françoise ins Leben gerufen hatte. Alexander VII. hatte 1665 Franz von Sales heiliggesprochen, und Papst Pius IX. erhob ihn 1877 zum Kirchenlehrer. Zusätzlich zu seinem Patronat der Schriftsteller und Journalisten übergab Pius XI. ihm nun das Patronat über die katholische Presse.
In der Abschlussbemerkung fordert der Papst seine Mitbrüder auf, zum Gedenken an den Heiligen bis zum 28. Dezember jenes Jahres in den Gemeinden ein Triduum oder eine Novene abzuhalten, in deren Predigten das Werk dieses Kirchenlehrers Gegenstand sein soll.

## Textausgaben
- ACTA PII PP. XI: LITTERAE ENCYCLICAE ... DE SANCTO FRANCISCO SALESIO TERTIO PLENO SAECULO AB EIUS OBITU. PIUS PP. XI ... »Rerum omnium«. In: Acta Apostolicae Sedis XV (1923) pp. 49–63. [amtlicher lateinischer Originaltext]
- Rundschreiben Papst Pius’ XI. vom 26. Januar 1923 RERUM OMNIUM. In: Heilslehre der Kirche. Dokumente von Pius IX. bis Pius XII. Deutsche Ausgabe des französischen Originals von P[aul] Cattin O.P. und H[umbert]-Th[omas] Conus O.P. besorgt von Anton Rohrbasser. Paulusverlag, Freiburg/Schw. 1953, S. 1213–1229. [deutsche Übersetzung des Gesamttextes]
- Rundschreiben unseres Heiligsten Vaters Pius XI., durch göttliche Versehung Papst, Über den heiligen Franz von Sales zur Dreihundertjahrfeier seines Heimgangs: (26. Januar 1923: Rerum omnium). Herder, Freiburg im Breisgau 1923. [Deutsch-Lateinische Ausgabe mit Volltext]